# Van-Tuyll-Monument

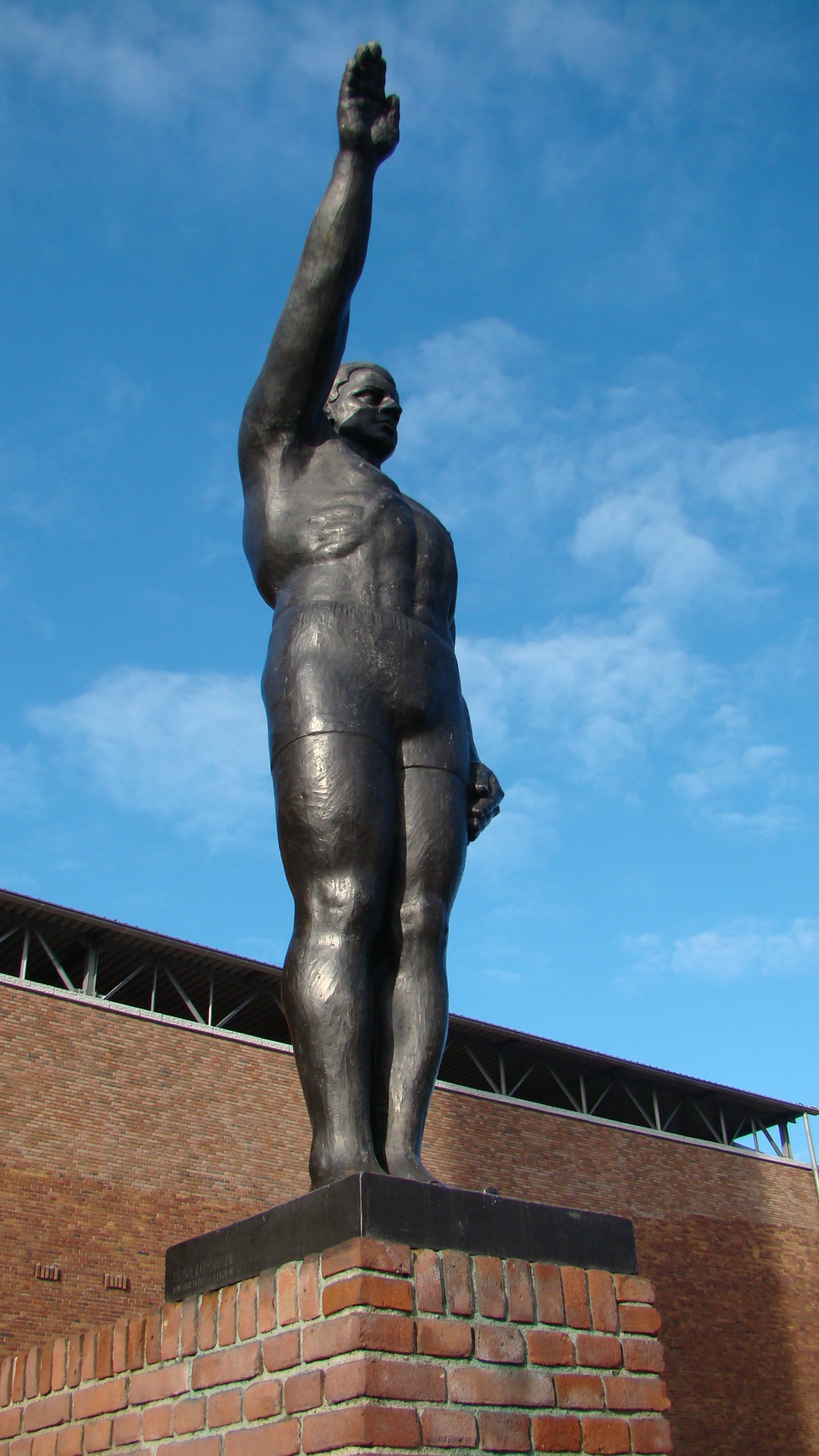
Van-Tuyll-Monument vor dem Olympiastadion Amsterdam, 2018

Das Van-Tuyll-Monument oder Der Olympische Gruß ist eine Bronzestatue der niederländischen Bildhauerin Gra Rueb. Das Objekt wurde im Mai 1928 am Olympiastadion Amsterdam als Pendant zum Marathonturm aufgestellt, um des niederländischen Sportfunktionärs Frits van Tuyll van Serooskerken zu gedenken, der die Olympischen Sommerspiele 1928 nach Amsterdam geholt hatte. Die Figur zeigt einen Athleten, der seinen rechten Arm zum Olympischen Gruß erhebt. Wegen der Ähnlichkeit dieser Geste mit dem Hitlergruß ist die Figur seit einiger Zeit umstritten. Im März 2022 wurde die Statue, die seit 1995 im Ensemble mit dem Olympiastadion als Rijksmonument geschützt ist, von ihrem Platz auf einem Backsteinsockel entfernt und in einem Treppenhaus des Olympiastadions neu aufgestellt.

## Geschichte
Als die Bildhauerin Gra Rueb die Idee für das Denkmal zur Erinnerung an Frits van Tuyll van Serooskerken entwickelte, war der sogenannte „Olympische Gruß“ als olympisches Symbol bekannt. Dieses Symbol geht auf den „Salut de Joinville“ der 1852 gegründeten französischen Militärsportschule Joinville zurück. Bei den Olympischen Zwischenspielen 1906 in Athen hatte die französische Mannschaft bei ihrem Einmarsch erstmals diese besondere Grußform gezeigt. In den Folgejahren übernahmen ihn die Olympiamannschaften anderer Nationen, so dass er bis 1924 als „Olympischer Gruß“ etabliert war.
Für die Olympischen Sommerspiele 1924 hatte die Künstlerin in einem Komitee für eine Kunstausstellung mitgewirkt, dem Frits van Tuyll van Serooskerken – damals Vorsitzender des NOC der Niederlande – zeitweise vorgesessen hatte. Das klassische Motiv eines Athleten fand sie in den Kunstströmungen ihrer Zeit, in der die Auffassung, dass die Schönheit des menschlichen Körpers mit dessen Gesundheit korreliere, weit verbreitet war. Olympische Sportstars wie André Mourlon oder Paavo Nurmi dienten den Bildhauern dazu schon damals als Modell.
Rueb ließ ihre 2,85 Meter hohe Statue des olympischen Athleten in der Kunstgießerei Prowaseck & Stöxen in Leiden gießen. Jan Wils, der Architekt des Amsterdamer Olympiastadions, ließ sie dann – der Architekturauffassung der Amsterdamer Schule folgend – auf einem schlichten Backsteinsockel am Eingang des Stadions aufstellen, in einer ausgewogenen architektonischen Komposition mit dem Marathontor und dem Marathonturm, dem expressionistischen Wahrzeichen des Stadions. Dort wurde sie am 17. Mai 1928 von Heinrich zu Mecklenburg, dem Prinzgemahl der niederländischen König in Wilhelmina, feierlich enthüllt.
Im Laufe der Zeit wurde die Ansicht der Figur von umgebener Vegetation beeinträchtigt. Nach einer Stadionrenovierung in den 1990er Jahren kam sie wieder gut zur Geltung. In ironischer Anspielung auf ihre übergroßen Hände und den Architekten des Olympiastadions nannte der Volksmund sie „Jan met de Handjes“ – Jan mit den Händchen. Weil immer wieder empörte Anfragen eingingen, warum denn eine Figur vor dem Stadion den „Hitlergruß“ zeige, entschied sich die Amsterdamer Stadionleitung 2006, eine Tafel vor der Statue in den Boden einzulassen, die den Betrachtern erklärte, dass die Figur nichts mit dem Hitlergruß zu tun habe, sondern den Olympischen Gruß darstelle, welcher schon im Römischen Reich gebräuchlich gewesen sei. Diese Tafel wurde 2021 entfernt, als der Stadionleitung klar geworden war, dass sie hinsichtlich der vermeintlich antiken Tradition des Olympischen Grußes einem Irrtum aufgesessen war.

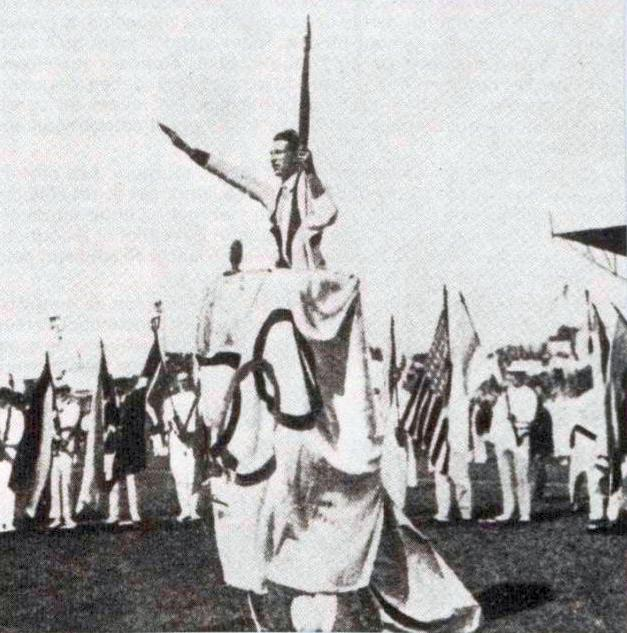
Der französische Sportler Géo André schwört bei den Olympischen Sommerspielen 1924 den olympischen Eid und entbietet dabei die Geste des Olympischen Grußes.

Erst zu Beginn der 2020er Jahre entschloss sich die Stadionleitung zu einer historischen Recherche, an der der Amsterdamer Historiker Hans Derks und der Sporthistoriker Jurryt van de Vooren mitwirkten. Deren Untersuchung befasste sich dabei auch mit der Geschichte des Saluto romano, der dem Olympischen Gruß gleicht, und will Hinweise dafür erbracht haben, dass der 1924 eingeführte Olympische Gruß und damit auch das Denkmal von 1928 „aus einer faschistischen Tradition hervorgegangen“ sind: Als Benito Mussolini 1922 italienischer Ministerpräsident geworden war, verbreitete sich die Geste des erhobenen rechten Arms als Saluto romano. Dieser „römische Gruß“ wurde sodann Zeichen des Italienischen Faschismus. Die landläufige Annahme, die antiken Römer hätten so gegrüßt, war wohl schon im 19. Jahrhundert als Geschichtsmythos in Umlauf, vielleicht auch gefördert durch Davids bekanntes Gemälde Der Schwur der Horatier. Bereits in den 1920er Jahren wurde der Saluto romano als Hitlergruß vom Nationalsozialismus kopiert. Bei den Olympischen Sommerspielen 1936 war dem Publikum eine Unterscheidung zwischen Hitlergruß und Olympischem Gruß nicht möglich. Wegen der Verwechslung mit dem Hitlergruß wurde der Olympische Gruß nach dem Zweiten Weltkrieg zunehmend obsolet. Die Recherche ergab allerdings keine Hinweise auf eine propagandistische Absicht bei der Künstlerin Gra Rueb oder Belege für etwaige faschistische Motive bei der Einführung des Olympischen Grußes, wohl aber Belege, dass zum Zeitpunkt der Entstehung des Denkmals der Olympische Gruß und der Saluto romano bzw. der Hitlergruß nebeneinander existierten und dass nichtfaschistische Gruppen den Olympischen Gruß noch nach dem Zweiten Weltkrieg praktizierten.
Obwohl ein direkter Zusammenhang zwischen dem Denkmal und dem Hitlergruß somit nicht belegt wurde, beschloss die Stadionleitung im Jahr 2020, die Statue von ihrem angestammten Platz zu entfernen. Auf Twitter kritisierte Wim Pijbes, ehemaliger Direktor des Rijksmuseum Amsterdam, diese Entscheidung als Verletzung des Ensembleschutzes: „Aus Angst vor Leuten, die es nicht genau wissen, aber glauben, wird jetzt ein denkmalgeschütztes Ensemble zerstört.“ Der Amsterdamer Architekturhistoriker Erik Mattie schrieb über die Entfernung des Denkmals von dem Stadionvorplatz: „Dieser Platz ist einem römischen Amphitheater nachempfunden, er ist eingezäunt und man kann sogar eine Kaiserloge sehen. Es ist auch eine Art Stadion. Sie entfernen jetzt ein wichtiges Element aus dem gesamten Ensemble.“
Gegen eine Genehmigung der Gemeinde Amsterdam zur Entfernung und Neuaufstellung der Statue legte die Stiftung „Het Cuypersgenootschap“, die sich für das bauliche Erbe des 19. und 20. Jahrhunderts einsetzt, vergeblich Berufung ein. Im März 2022 wurde die Statue schließlich in ein Treppenhaus des Amsterdamer Olympiastadions versetzt. Unbekannte hatten die Figur kurz zuvor noch mit roter Farbe übergossen und ihren Sockel mit antifaschistischen Graffiti beschmiert.